# عثمان حاجی‌بیگف
عثمان حاجی‌بیگف (ترکی آذربایجانی: Osman Hacıbəyov; ۱۸ فوریهٔ ۱۹۲۴ – ۱۴ ژوئن ۱۹۷۹) بازیگر تئاتر آذربایجانی بود. وی دریافت کننده عنوان افتخار هنرمند افتخاری آذربایجان شوروی در سال ۱۹۶۹ و برنده جایزه لنین کومسومول در سال ۱۹۶۷ بود.

## زندگی
عثمان حاجی‌بیگف در ۱۸ ماه فوریه سال ۱۹۲۴در یک خانواده تحصیل کرده در شهر شوشیی جمهوری آذربایجان شوروی سابق به دنیا آمد. پس از فارغ‌التحصیلی از کلاس هفتم دبیرستان در باکو، وارد مدرسه تئاتر دولتی آذربایجان شد. از بدو تحصیل خود در این مدرسه، شروع به حضور در نمایش‌های تئاتر دولتی تماشاگران جوان آذربایجان کرد. بعد از آنکه در سال ۱۹۴۲ دانش‌آموخته شد، به عنوان بازیگر به تئاتر مزبور اعزام شد.
در تاریخ ۲۵ دسامبر ۱۹۶۹ از عثمان حاجی‌بیگف به مناسبتِ پنجاهمین سالگرد تأسیس تئاتر دولتی تماشاگران جوان آذربایجان و در پاس مشارکت موثرش در توسعه تئاتر آذربایجانی با اهدای لقب افتخاری هنرمند افتخاری آذربایجان شوروی تقدیر به عمل آمد. وی در ۱۴ ژوئن سال ۱۹۷۹ در باکو درگذشت.

## خانواده
برادرش سلطان حاجی‌بیگف آهنگساز و هنرمند خلق اتحاد جماهیر شوروی بود. عثمان حاجی‌بیگف پسر عموی عزیر حاجی‌بیگف بود.